# Viadeo
Viadeo és una xarxa social professional utilitzada per més de 65 milions de persones que va ser creada a França i està disponible en diverses llengües: castellà, anglès, rus, francès, italià, alemany i portuguès.
Viadeo està dissenyada per a professionals que desitgin incrementar les seves oportunitats de negoci (recerca de nous clients, socis o proveïdors ...), gestionar i desenvolupar la seva xarxa de contactes professionals i augmentar les seves oportunitats d'ocupació a partir d'augmentar la seva visibilitat.
Els tres usos més habituals d'aquest servei són la recerca de socis potencials, oportunitats d'ocupació i millora de visibilitat i reputació online. Els ingressos els aconsegueixen a través d'anuncis (20%), pels seus serveis als caçatalents o reclutadors d'empleats per a empreses (30%) i a través del pagament per ús (50%). Tenir un perfil de Viadeo és gratis, però no escriure a gent que estigui fora de la nostra xarxa social o poder saber qui ha consultat el nostre perfil. Per tenir accés a aquesta informació s'ofereix una versió de pagament. El registre en aquesta xarxa social és molt senzill, simplement s'ha d'indicar el nom i els cognoms, el correu electrònic i la data de naixement. Després, un cop registrat, és el moment d'emplenar el perfil afegint una fotografia i dades sobre la formació i l'experiència laboral.
Un altre dels aspectes forts de Viadeo és que permet sincronitzar el perfil amb Outlook, així com els contactes de Gmail, Yahoo! o Hotmail. Ofereix també la possibilitat de connectar l'usuari amb el Twitter personal. D'aquesta manera tot el que es publiqui a Viadeo es difondrà a través de Twitter a temps real.
Actualment també es pot accedir a Viadeo a través de dispositius amb sistema operatiu Android, iOS i Windows Phone.